# Veronica Hart
Veronica Hart, född Jane Esther Hamilton den 27 oktober 1956 i Las Vegas, Nevada, är en amerikansk regissör och producent av, samt aktör i, pornografisk film.
Den första film hon medverkade i var Woman in Love från 1978, och de sista filmerna släpptes 2004. Själv har hon inte medverkat sexuellt i sådana filmer sedan 1980-talet. Hon har även haft mindre roller i icke-pornografiska filmer.
Hon har två söner, födda 1983 respektive 1985.

## Utvalda TV-framträdanden
- Six Feet Under (TV serie), säsong ett, episod "An Open Book" (2001)
- Lady Chatterly's Stories, i episoden "The Manuscript" (2001)
- First Years, i episoden "Porn in the U.S.A." (2001)